# 365 př. n. l.

## Hlavy států
- Perská říše – Artaxerxés II. (404–359 př. n. l.)
- Egypt – Nachtnebef (380–362 př. n. l.)
- Bosporská říše – Leukon (389–349 př. n. l.)
- Kappadokie – Datames (380–362 př. n. l.)
- Bithýnie – Bas (376–326 př. n. l.)
- Sparta – Kleomenés II. (370–309 př. n. l.) a Agésiláos II. (399–360 př. n. l.)
- Athény – Ciphisodorus (366–365 př. n. l.) » Chion (365–364 př. n. l.)
- Makedonie – Perdikkás III. (368–359 př. n. l.)
- Epirus – Neoptolemus I. (370–357 př. n. l.) a Arybbas (373–343 př. n. l.)
- Odryská Thrácie – Cotys I. (384–359 př. n. l.)
- Římská republika – konzulové L. Genucius Aventinensis a Q. Servilius Ahala (365 př. n. l.)
- Syrakusy – Dionysius II. (367–357 př. n. l.)
- Kartágo – Mago III. (375–344 př. n. l.)